# Tienen
Tienen (francès Tirlemont) és un municipi belga de la província de Brabant Flamenc a la regió de Flandes. Està compost per les seccions de Tienen, Bost, Goetsenhoven, Hakendover, Kumtich, Oorbeek, Oplinter, Sint-Margriete-Houtem i Vissenaken.
Limita al nord-oest amb Lubbeek, al nord amb Glabbeek, al nord-est amb Kortenaken, a l'oest amb Boutersem, a l'est amb Linter, al sud-oest amb Hoegaarden, al sud amb Hélécine i al sud-est amb Landen.

## Evolució demogràfica
- Font:NIS

## Agermanaments
Tienen està agermanada amb
- Lunéville (Lorena) des de 1960
- Soest des de 1971
- Valkenswaard des de 1973
- Hergiswil des de 1975
- Bielsko-Biała des de 1987
- Huy des de 1993

Tienen té pactes d'amistat amb:
- Benešov des de 1995
- Admont des de 1981